# Radfeld
Radfeld es una localidad del distrito de Kufstein, en el estado de Tirol, Austria, con una población estimada a principio del año 2018 de 2495 habitantes. 
Se encuentra ubicada al noreste del estado, al este de la ciudad de Innsbruck —la capital del estado— y cerca de la frontera con Alemania (estado de Baviera), al norte.

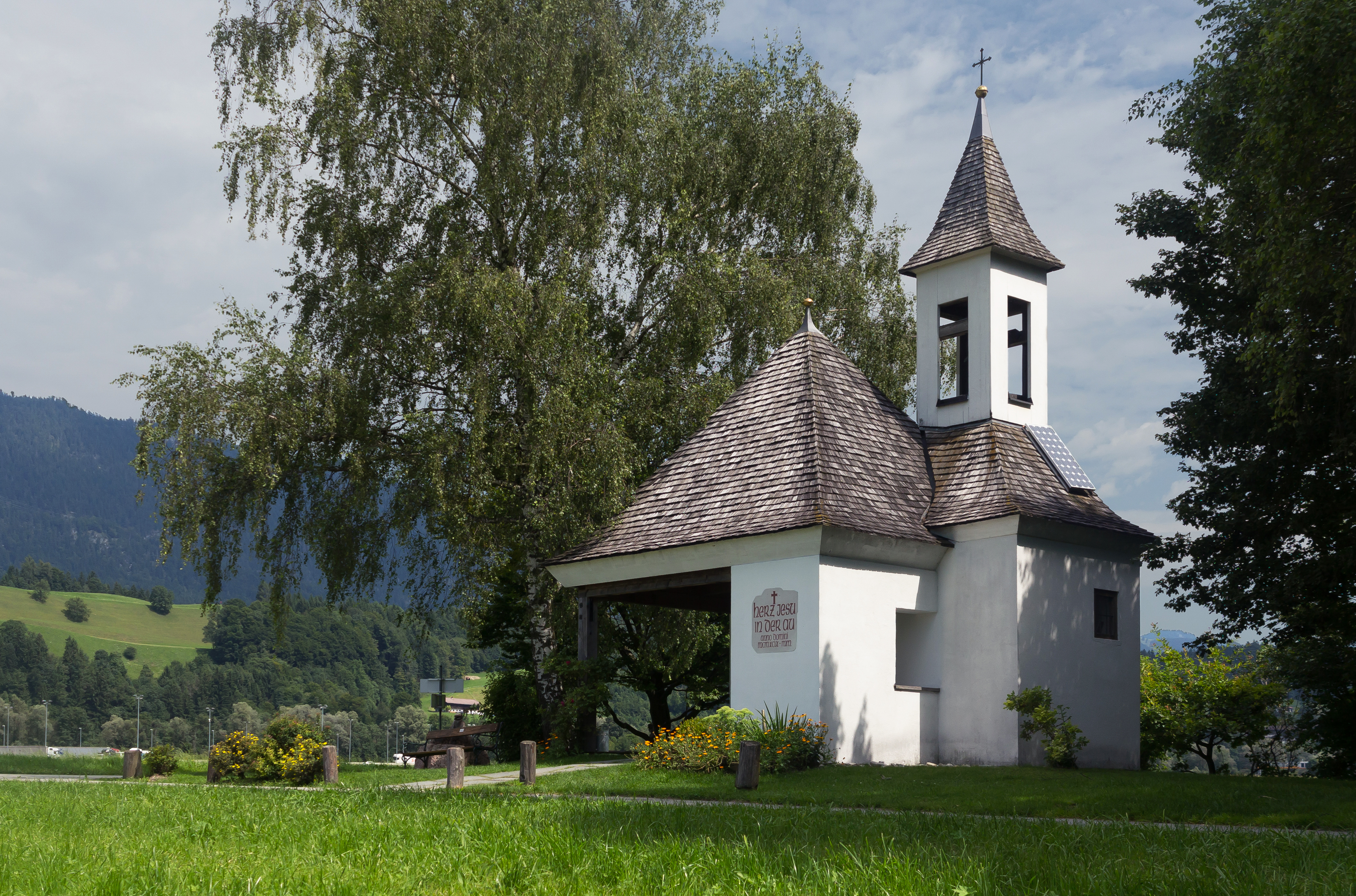
Radfeld, la capilla: la Schützenkapelle Herz-Jesu in der Au